# Стерлінг (округ Вернон, Вісконсин)
Стерлінг (англ. Sterling) — місто (англ. town) в США, в окрузі Вернон штату Вісконсин. Населення — 550 осіб (2020).

## Демографія
Згідно з переписом 2010 року, у місті мешкали 633 особи в 233 домогосподарствах у складі 180 родин. Було 294 помешкання
Расовий склад населення:
| - 99,2 % — білих |

До двох чи більше рас належало 0,5 %. Частка іспаномовних становила 0,9 % від усіх жителів.
За віковим діапазоном населення розподілялося таким чином: 28,8 % — особи молодші 18 років, 58,2 % — особи у віці 18—64 років, 13,0 % — особи у віці 65 років та старші. Медіана віку мешканця становила 41,1 року. На 100 осіб жіночої статі у місті припадало 105,5 чоловіків;  на 100 жінок у віці від 18 років та старших — 112,7 чоловіків також старших 18 років.
Середній дохід на одне домашнє господарство  становив 63 264 долари США (медіана — 55 227), а середній дохід на одну сім'ю — 65 936 доларів (медіана — 58 000). Медіана доходів становила 43 750 доларів для чоловіків та 42 292 долари для жінок. За межею бідності перебувало 16,2 % осіб, у тому числі 20,6 % дітей у віці до 18 років та 2,7 % осіб у віці 65 років та старших.
Цивільне працевлаштоване населення становило 244 особи. Основні галузі зайнятості: освіта, охорона здоров'я та соціальна допомога — 25,4 %, сільське господарство, лісництво, риболовля — 18,9 %, роздрібна торгівля — 18,0 %.